# Instrumentation nucléaire
L'instrumentation nucléaire regroupe les techniques et méthodes mettant en œuvre des systèmes de détection de rayonnements (rayons X, gamma, neutrons, électrons, particules alpha, etc.) permettant d'effectuer des mesures (mesures nucléaires), en vue de créer un système d'acquisition de données ou de commande.
Les mesures nucléaires et les systèmes de détection associés sont multiples selon leur usage (nature du rayonnement à détecter, application industrielle...).

## Présentation
L'instrumentation nucléaire est utilisée et développée dans le domaine de la recherche en physique, biologie ou encore géologie.
Dans le tissu industriel, le secteur de l'énergie nucléaire est un important utilisateur de cette technologie tout au long du cycle, depuis la fabrication de combustible, la production dans les centrales, les procédés de retraitement et la gestion des déchets nucléaires ainsi que des matières recyclées.
On rencontre également une instrumentation nucléaire spécifique dans d'autres secteurs industriels pour du contrôle de procédés (radiographies de soudures, contrôle d'épaisseurs, contrôle d'humidité, par exemple), la caractérisation de matériaux (industrie du ciment), ou encore le domaine de la sécurité (détecteurs à rayons X et balises de détection de sources radioactives).
Enfin, la médecine nucléaire fait appel massivement à l'instrumentation nucléaire à des fins diagnostiques (scanner, radiographie, scintigraphie, TEP, etc.) ou thérapeutiques (radiothérapie, curiethérapie...).

## Détecteurs à scintillation inorganiques
Dans les scintillateurs inorganiques, l’émission de lumière est due à la présence d’un dopant en faible quantité (par exemple le thallium dans le NaI ou le CsI) qui induit dans le cristal des niveaux localisés à l’intérieur du gap. Lorsque des paires « électron-trou » sont créées par le rayonnement ionisant incident, ces charges se retrouvent piégées sur ces centres de luminescence.
La transition d’un électron du niveau excité au niveau fondamental se traduit par l’émission d’un photon. Celui-ci, ayant une énergie inférieure à celle de la bande interdite, peut se propager facilement dans le matériau scintillateur avec une probabilité faible d’y être absorbé.
Un autre processus concurrent permet à l’électron d’effectuer une transition non radiative vers l’état fondamental par désexcitation vers des niveaux localisés dans le gap, ce qui induit que la totalité de l'énergie déposée par le rayonnement n'est pas transformée en lumière de scintillation (effet de quenching).

### NaI(Tl)
L'iodure de sodium est le plus ancien et le plus répandu des scintillateurs pour la spectrométrie gamma. Il offre un excellent rendement lumineux : environ 12 % de l’énergie déposée par un rayonnement est convertie en énergie lumineuse. Cependant, étant hygroscopique, il doit en permanence être maintenu à l’abri de l’humidité. Les cristaux bruts d'iodure de sodium en sortie de fabrication font environ 60 cm de diamètre sur une longueur de près d'un mètre.  La taille de ces scintillateurs peut ainsi facilement atteindre 20 cm de diamètre sur 20 cm de long, même si les tailles standards couramment utilisées oscillent entre ¹⁄₂ × 1/2 pouces et 3 × 3 pouces (le premier nombre indique le diamètre et le second la longueur ; 1 pouce = 25,4 mm).
La résolution en énergie dépend de la taille et de la forme du scintillateur, elle est par exemple de 6,5 % à 662 keV et de 5 % à 1,33 MeV pour un NaI(Tl) de 2,5′′ × 2,5′′ (63 × 63 mm).
Le NaI(Tl) est surtout recherché pour sa grande sensibilité (grâce à un numéro atomique Z et à un volume élevés), on peut l’utiliser en spectrométrie γ dans une grande variété d’applications.
Un inconvénient de l'iodure de sodium est que son rendement de scintillation (nombre de photons de scintillation produits par unité d'énergie déposée) dépend de la température. Une correction de gain s'avère de fait souvent nécessaire lorsque des variations de températures importantes existent lors de son utilisation.

### CsI(Tl)
L’iodure de césium est un scintillateur proche de l'iodure de sodium. Il offre en revanche un pouvoir d’absorption aux rayons gamma supérieur à celui du NaI(Tl). Son rendement lumineux est également supérieur, mais la longueur d’onde des photons de scintillation émis (540 nm) est mal adaptée aux réponses spectrales des photocathodes de tubes photomultiplicateurs.
Le CsI(Tl) est ainsi le plus souvent couplé à des photodiodes (classiques ou à avalanche). Il est disponible dans des tailles similaires à celles du NaI(Tl) mais son coût est supérieur.
Couplé à une photodiode, il peut atteindre une résolution en énergie de 8 % à 662 keV pour une taille de 64 × 112 mm. 
Le CsI(Tl) couplé à une photodiode est utilisé dans des sondes portables miniatures.
Il est également souvent utilisé sous forme de barrettes ou en réseau 2D (pixels de quelques mm3) pour l’imagerie X (contrôle de bagages).

### BGO
Le germanate de bismuth ou BGO est un scintillateur qui a un pouvoir d’absorption supérieur à celui du NaI(Tl) grâce à un numéro atomique et une densité élevés. Il possède l'avantage de ne pas être hygroscopique. Ses inconvénients sont un rendement lumineux faible (cinq fois inférieur à celui du NaI(Tl)) et un coût très élevé.
Le BGO est principalement utilisé pour la spectrométrie gamma de haute énergie (énergies supérieures à 1 MeV). Il est également utilisé en tomographie X en mode courant (sans spectrométrie).
Un gros avantage de ce scintillateur est qu'il ne montre pratiquement pas d'afterglow, ce qui permet de suivre des variations très rapides d'intensité de rayonnements (par exemple des sources pulsées de rayons X).

### LaBr3
Le bromure de lanthane dopé au Cérium (LaBr3:Ce) est un scintillateur de nouvelle génération qui possède la principale caractéristique d'une excellente résolution spectrale, jusqu'à 2,9 % à 662 keV, ce qui est le record dans la catégorie des scintillateurs inorganiques.
Il possède également une résolution spatiale qui lui permet d'être utilisé dans des applications nécessitant des temps de réponse très courts (de l'ordre d'une dizaine de nano-secondes) avec un très bon rendement lumineux (de l'ordre de 60 000 photons par MeV).
Cependant, étant encore assez récent, les coûts de fabrication sont souvent très élevés dépassant parfois le millier d'euros pour un cristal d'un centimètre cube.